# Lista de eleições municipais em João Pessoa
Esta é uma relação das eleições disputadas no município de João Pessoa, capital do estado da Paraíba. Esta lista cita apenas as eleições disputadas entre 1947 e 1963 e após a restauração do pluripartidarismo no Brasil, a partir de 1979 - exceção feita a 1982, quando o município foi administrado por Damásio Franca, escolhido indiretamente ainda em 1979 e que governou a capital paraibana até 1983, quando pediu para ser exonerado.

## 1947
| PSD                    |                        |                        | Oswaldo Pessoa         |                        |                        | Jocelino Molla         | 6 678  | 45,56  |
| UDN                    |                        |                        | Oliveira Lima          |                        |                        | Vasco de Toledo        | 6 406  | 43,71  |
| PL                     |                        |                        | Boto de Menezes        |                        |                        | Antonio Mendes Ribeiro | 1 191  | 8,13   |
| PRP                    |                        |                        | Giácomo Zácara         |                        |                        | Angelico de Miranda    | 391    | 2,60   |
| Total de votos válidos | Total de votos válidos | Total de votos válidos | Total de votos válidos | Total de votos válidos | Total de votos válidos | Total de votos válidos | 14 656 |        |
| Votos brancos          |                        |                        |                        |                        |                        |                        |        |        |
| Votos nulos            |                        |                        |                        |                        |                        |                        |        |        |
| Votos totais           | Votos totais           | Votos totais           | Votos totais           | Votos totais           | Votos totais           | Votos totais           | 14 656 | 14 656 |

## 1985
| PMDB                   |                   |                   | Carneiro Arnaud   |                   |                   | João Cabral Batista | 60 791  | 49,61   |
| PTB                    |                   |                   | Marcus Odilon     |                   |                   | Gilvan Navarro      | 50 387  | 41,12   |
| PL                     |                   |                   | Carlos Gláucio    |                   |                   | Antônio de Pádua    | 5 342   | 4,36    |
| Outros candidatos      | Outros candidatos | Outros candidatos | Outros candidatos | Outros candidatos | Outros candidatos | Outros candidatos   | 6 028   | 4,92    |
| Total de votos válidos |                   |                   |                   |                   |                   |                     |         |         |
| Votos brancos          | Votos brancos     | Votos brancos     | Votos brancos     | Votos brancos     | Votos brancos     | Votos brancos       | 1 398   | 1 398   |
| Votos nulos            | Votos nulos       | Votos nulos       | Votos nulos       | Votos nulos       | Votos nulos       | Votos nulos         | 5 657   | 5 657   |
| Votos totais           | Votos totais      | Votos totais      | Votos totais      | Votos totais      | Votos totais      | Votos totais        | 129 603 | 129 603 |

Outras 3 candidaturas foram registradas: Wanderley Caixe/Anísio Maia, pelo PT (4 419 votos; 3,61%); Damião Galdino/Inácio Barbosa, pelo PPB (1 252 votos; 1,02%) e Josélio Paulo Neto/Evandil Bandeira, pelo PDT (357 votos; 0,29%).

## 1988
| PFL                    |                   |                   | Wilson Braga      |                   |                   | Carlos Mangueira  | 77 377  | 52,35   |
| PDC                    |                   |                   | João da Mata      |                   |                   | Marilo Costa      | 25 397  | 17,18   |
| PMDB                   |                   |                   | Haroldo Lucena    |                   |                   | Luciano Mariz     | 25 397  | 17,18   |
| PT                     |                   |                   | Carlos Bezerra    |                   |                   | Fernando Borges   | 7 597   | 5,14    |
| Outros candidatos      | Outros candidatos | Outros candidatos | Outros candidatos | Outros candidatos | Outros candidatos | Outros candidatos | 9 245   | 6,25    |
| Total de votos válidos |                   |                   |                   |                   |                   |                   |         |         |
| Votos brancos          | Votos brancos     | Votos brancos     | Votos brancos     | Votos brancos     | Votos brancos     | Votos brancos     | 21 010  | 21 010  |
| Votos nulos            | Votos nulos       | Votos nulos       | Votos nulos       | Votos nulos       | Votos nulos       | Votos nulos       | 15 190  | 15 190  |
| Votos totais           | Votos totais      | Votos totais      | Votos totais      | Votos totais      | Votos totais      | Votos totais      | 183 999 | 183 999 |

Outras 3 candidaturas foram registradas: Haroldo de Almeida/Aluísio Monteiro, pelo PTB (6 632 votos; 4,49%); Antonio Arroxelas/Simão Almeida, pela coligação PDT/PCdoB (2 106 votos; 1,42%) e Jaemio Ferreira/Celiane Lemos, pelo PV (507 votos; 0,34%).

## 1992

### Primeiro turno
| PDT                    |                   |                   | Chico Franca      |                   |                   |                   | 65 256  | 41,94   |
| PT                     |                   |                   | Chico Lopes       |                   |                   |                   | 45 543  | 25,27   |
| PMDB                   |                   |                   | Delosmar Júnior   |                   |                   |                   | 30 812  | 19,8    |
| Outros candidatos      | Outros candidatos | Outros candidatos | Outros candidatos | Outros candidatos | Outros candidatos | Outros candidatos | 13 801  | 8,99    |
| Total de votos válidos |                   |                   |                   |                   |                   |                   |         |         |
| Votos brancos          | Votos brancos     | Votos brancos     | Votos brancos     | Votos brancos     | Votos brancos     | Votos brancos     | 27 678  | 27 678  |
| Votos nulos            | Votos nulos       | Votos nulos       | Votos nulos       | Votos nulos       | Votos nulos       | Votos nulos       | 28 370  | 28 370  |
| Votos totais           | Votos totais      | Votos totais      | Votos totais      | Votos totais      | Votos totais      | Votos totais      | 206 460 | 206 460 |

Outras 4 candidaturas foram registradas: Pedro Adelson, pelo PSDB (10 431 votos; 6,7%); José Bartolomeu, pelo PTB (1 945 votos; 1,25%); Djacy Lima, pelo PMN (877 votos; 0,56%) e Eduardo de Oliveira e Silva, pelo PST (548 votos; 0,48%).

### Segundo turno
| PDT                    |              |              | Chico Franca |              |              |              | 102 878 | 58,91   |
| PT                     |              |              | Chico Lopes  |              |              |              | 71 750  | 41,09   |
| Total de votos válidos |              |              |              |              |              |              |         |         |
| Votos brancos          |              |              |              |              |              |              |         |         |
| Votos nulos            |              |              |              |              |              |              |         |         |
| Votos totais           | Votos totais | Votos totais | Votos totais | Votos totais | Votos totais | Votos totais | 381 088 | 381 088 |

## 1996

### Primeiro turno
| "Coligação Por Amor a João Pessoa" (PMDB/PFL/PL/PSL/PTB) |                   |                   | Cícero Lucena     |                   |                   | Reginaldo Tavares | 72 185  | 48,30   |
| "Coligação Democrática Popular" (PDT/PCdoB/PPB)          |                   |                   | Lúcia Braga       |                   |                   | Simão Almeida     | 51 982  | 24,78   |
| "Coligação O Povo Vira o Jogo" (PT/PPS/PV)               |                   |                   | Luiz Couto        |                   |                   | Flávio Maroja     | 36 624  | 17,46   |
| "Coligação Movimento Popular Muda João Pessoa" (PSDB/PSB |                   |                   | Nadja Palitot     |                   |                   | Josimar Viana     | 27 654  | 13,18   |
| Outros candidatos                                        | Outros candidatos | Outros candidatos | Outros candidatos | Outros candidatos | Outros candidatos | Outros candidatos | 4 086   | 1,95    |
| Total de votos válidos                                   |                   |                   |                   |                   |                   |                   |         |         |
| Votos brancos                                            | Votos brancos     | Votos brancos     | Votos brancos     | Votos brancos     | Votos brancos     | Votos brancos     | 27 678  | 27 678  |
| Votos nulos                                              | Votos nulos       | Votos nulos       | Votos nulos       | Votos nulos       | Votos nulos       | Votos nulos       | 28 370  | 28 370  |
| Votos totais                                             | Votos totais      | Votos totais      | Votos totais      | Votos totais      | Votos totais      | Votos totais      | 221 167 | 221 167 |

Outras 4 candidaturas foram registradas: Mário da Cruz/Jobério Martins, pela "Frente de Renovação Popular" (PRP/PSDC/PRN) (2 955 votos; 1,41%); Afonso de Abreu/Tânia Brito, pelo PSTU (516 votos; 0,25%); Álvaro Cavalcanti/Fernando Ferreira, pela "Frente Popular das Oposições" (PMN/PSD/PSC) (466 votos; 0,22%) e Lourdes Sarmento/Paulo Rodrigues, pelo PCO (149 votos; 0,07%).

### Segundo turno
| "Coligação Por Amor a João Pessoa" (PMDB/PFL/PL/PSL/PTB) |              |              | Cícero Lucena |              |              | Reginaldo Tavares | 115 937 | 55,36   |
| "Coligação Democrática Popular" (PDT/PCdoB/PPB)          |              |              | Lúcia Braga   |              |              | Simão Almeida     | 93 494  | 44,64   |
| Total de votos válidos                                   |              |              |               |              |              |                   |         |         |
| Votos brancos                                            |              |              |               |              |              |                   |         |         |
| Votos nulos                                              |              |              |               |              |              |                   |         |         |
| Votos totais                                             | Votos totais | Votos totais | Votos totais  | Votos totais | Votos totais | Votos totais      | 209 431 | 209 431 |

## 2000
| "Coligação Por Amor a João Pessoa" (PMDB/PFL/PTB/PL/PSL/PST/PDT/PHS/ PRN/PRP/PSDB/PSC/PV/PSB/PPB/PPS/ PSDC/PTdoB/PMN/PAN/PGT)[a] |               |               | Cícero Lucena    |               |               | Haroldo Lucena  | 193 156 | 74,02   |
| "Coligados Para Todos" (PT/PCdoB)                                                                                                |               |               | Luiz Couto       |               |               | Walter Aguiar   | 54 849  | 21,02   |
| PCO |               |               | Lourdes Sarmento |               |               | Paulo Rodrigues | 6 104   | 2,33    |
| PSTU |               |               | Alexandre Arruda |               |               | Tânia Brito     | 4 908   | 1,88    |
| PTN |               |               | Ricardo Cabral   |               |               | Odjalva Amorim  | 1 919   | 0,73    |
| Total de votos válidos |               |               |                  |               |               |                 |         |         |
| Votos brancos | Votos brancos | Votos brancos | Votos brancos    | Votos brancos | Votos brancos | Votos brancos   | 12 562  | 12 562  |
| Votos nulos | Votos nulos   | Votos nulos   | Votos nulos      | Votos nulos   | Votos nulos   | Votos nulos     | 23 370  | 23 370  |
| Votos totais | Votos totais  | Votos totais  | Votos totais     | Votos totais  | Votos totais  | Votos totais    | 296 868 | 296 868 |

a.↑  O PTdoB, embora fizesse parte da coligação, não lançou nenhum candidato a vereador.

## 2004
| "Coligação É Decisão Popular" (PSB/PMDB/PCB/PPS/PHS/PCdoB)                                       |               |               | Ricardo Coutinho   |               |               | Manoel Junior  | 215 649 | 64,45   |
| "Coligação Por Amor a João Pessoa" (PSDB/PV/PFL/PTC/PP/PTB/PTdoB/ PSL/PRONA/PRTB/PRP/PL/PTN/PDT) |               |               | Ruy Carneiro       |               |               | Ângela Morais  | 103 108 | 30,82   |
| "Coligação O Melhor pra Cidade" (PT/PAN/PSDC)                                                    |               |               | Avenzoar Arruda    |               |               | Edvan Carneiro | 11 003  | 3,23    |
| PCO                                                                                              |               |               | Lourdes Sarmento   |               |               | Manoel Vieira  | 3 199   | 0,91    |
| PSTU                                                                                             |               |               | Antônio Radical    |               |               | Lício          | 1 635   | 0,49    |
| "Coligação da Mobilização Social Cristã" (PMN/PSC)                                               |               |               | Fernando Vieira[b] |               |               | Walter Ataíde  | 0       | 0       |
| Total de votos válidos                                                                           |               |               |                    |               |               |                |         |         |
| Votos brancos                                                                                    | Votos brancos | Votos brancos | Votos brancos      | Votos brancos | Votos brancos | Votos brancos  | 3 002   | 3 002   |
| Votos nulos                                                                                      | Votos nulos   | Votos nulos   | Votos nulos        | Votos nulos   | Votos nulos   | Votos nulos    | 9 541   | 9 541   |
| Votos totais                                                                                     | Votos totais  | Votos totais  | Votos totais       | Votos totais  | Votos totais  | Votos totais   | 347 137 | 347 137 |

b.↑  Fernando Vieira desistiu na reta final da campanha. Ironicamente, ele havia substituído Sócrates Pedro (PSC), de quem era o candidato a vice.

## 2008
| "Coligação A Força do Trabalho" (PSB/PMDB/PTC/PRP/PCdoB/PPS/PRTB/ PSC/PTdoB/PP/PCB/PRB/PSL/PV/PTB/PT) |               |               | Ricardo Coutinho         |               |               | Luciano Agra        | 262 041 | 73,85   |
| "Coligação Por Toda João Pessoa" (PSDB/PDT/DEM/PSDC)                                                  |               |               | João Gonçalves           |               |               | Aníbal Marcolino    | 103 108 | 30,82   |
| "Coligação João Pessoa em Mãos Limpas" (PTN/PMN/PR)                                                   |               |               | Francisco Barreto        |               |               | Bala Barbosa        | 6 273   | 1,77    |
| "Frente de Esquerda" (PSTU/PSOL)                                                                      |               |               | Marcos Dias              |               |               | Marcelino Rodrigues | 2 185   | 0,62    |
| PCO                                                                                                   |               |               | Lourdes Sarmento         |               |               | Antônio Alfredo     | 1 804   | 0,51    |
| PHS                                                                                                   |               |               | Professor José Rodrigues |               |               | Marcos Araújo       | 812     | 0,23%   |
| Total de votos válidos                                                                                |               |               |                          |               |               |                     |         |         |
| Votos brancos                                                                                         | Votos brancos | Votos brancos | Votos brancos            | Votos brancos | Votos brancos | Votos brancos       | 9 950   | 9 950   |
| Votos nulos                                                                                           | Votos nulos   | Votos nulos   | Votos nulos              | Votos nulos   | Votos nulos   | Votos nulos         | 19 796  | 19 796  |
| Votos totais                                                                                          | Votos totais  | Votos totais  | Votos totais             | Votos totais  | Votos totais  | Votos totais        | 384 568 | 384 568 |

## 2012

### Primeiro turno
| "Coligação Unidos por João Pessoa" (PT/PPS/PRB/PP)                                  |                        |                        | Luciano Cartaxo        |                        |                        | Nonato Bandeira        | 142 158 | 38,32   |
| "Coligação Por Amor a João Pessoa, Sempre!" (PSDB/PSC/PTdoB/PSL/ PSDC/PTN/PHS/PRTB) |                        |                        | Cícero Lucena          |                        |                        | Ítalo Kumamoto         | 75 170  | 20,27   |
| "Coligação Pra Seguir em Frente" (PSB/DEM/PV/PRP/PDT/PSD/PCdoB/PCB[c])              |                        |                        | Estela Bezerra         |                        |                        | Efraim Filho           | 74 498  | 20,08   |
| "Coligação João Pessoa Mais Feliz" (PMDB/PTB/PR/PPL/PTC/PMN)                        |                        |                        | José Maranhão          |                        |                        | Tavinho Santos         | 69 978  | 18,87   |
| Outros candidatos                                                                   | Outros candidatos      | Outros candidatos      | Outros candidatos      | Outros candidatos      | Outros candidatos      | Outros candidatos      | 9 034   | 2,46    |
| Total de votos válidos                                                              | Total de votos válidos | Total de votos válidos | Total de votos válidos | Total de votos válidos | Total de votos válidos | Total de votos válidos | 370 928 | 91,06   |
| Votos brancos                                                                       | Votos brancos          | Votos brancos          | Votos brancos          | Votos brancos          | Votos brancos          | Votos brancos          | 13 690  | 13 690  |
| Votos nulos                                                                         | Votos nulos            | Votos nulos            | Votos nulos            | Votos nulos            | Votos nulos            | Votos nulos            | 22 745  | 22 745  |
| Votos totais                                                                        | Votos totais           | Votos totais           | Votos totais           | Votos totais           | Votos totais           | Votos totais           | 407 363 | 407 363 |

b.↑  Embora tivesse integrado a coligação, o PCB não lançou nenhum candidato a vereador.

Outras 3 candidaturas foram registradas: Renan Palmeira/Ana Júlia, pelo PSOL) (5 830 votos; 1,57%); Antonio Radical/Marcelino Rodrigues, pelo PSTU (2 102 votos; 0,57%) e Lourdes Sarmento/Michel Costa, pelo PCO (1 102 votos; 0,32%).

### Segundo turno
| "Coligação Unidos por João Pessoa" (PT/PPS/PRB/PP)                                  |                        |                        | Luciano Cartaxo        |                        |                        | Nonato Bandeira        | 246 581 | 68,13   |
| "Coligação Por Amor a João Pessoa, Sempre!" (PSDB/PSC/PTdoB/PSL/ PSDC/PTN/PHS/PRTB) |                        |                        | Cícero Lucena          |                        |                        | Ítalo Kumamoto         | 115 369 | 31,87   |
| Total de votos válidos                                                              | Total de votos válidos | Total de votos válidos | Total de votos válidos | Total de votos válidos | Total de votos válidos | Total de votos válidos | 361,950 | 91,07   |
| Votos brancos                                                                       | Votos brancos          | Votos brancos          | Votos brancos          | Votos brancos          | Votos brancos          | Votos brancos          | 11 758  | 11 758  |
| Votos nulos                                                                         | Votos nulos            | Votos nulos            | Votos nulos            | Votos nulos            | Votos nulos            | Votos nulos            | 23 720  | 23 720  |
| Votos totais                                                                        | Votos totais           | Votos totais           | Votos totais           | Votos totais           | Votos totais           | Votos totais           | 397 428 | 397 428 |

## 2016
Ver Eleição municipal de João Pessoa em 2016

## 2020
Ver Eleição municipal de João Pessoa em 2020

## 2024
Ver Eleição municipal de João Pessoa em 2024